# 도치기현 제5구
도치기현 제5구(일본어: 栃木県第5区)는 일본의 중의원 선거구이다. 1994년 일본 공직선거법이 개정되면서 신설되었다.

## 지역
- 아시카가시
- 도치기시 (구 오히라 정·후지오카 정·쓰가 정·이와후네 정 제외)
- 사노시

## 역대 국회의원
- 모테기 도시미쓰 (소속 정당: 자유민주당, 임기: 1996년 ~ 현재)